# Aenictus sumatrensis
Aenictus sumatrensis é uma espécie de formiga do gênero Aenictus.